# Charles Champlin
Charles Davenport Champlin  (* 23. März 1926 in Hammondsport, New York; † 16. November 2014 in Los Angeles, Kalifornien) war ein US-amerikanischer Journalist, Filmkritiker, Fernsehkommentator, Buchautor und Herausgeber.

## Werdegang
Champlin graduierte 1948 an der Harvard University und war 17 Jahre Reporter bei Time und Life Magazin. Er arbeitete in New York, Chicago, Denver, Los Angeles und London. Von 1965 bis 1991 war er anfangs als Filmkritiker und Kolumnist, zuletzt als Arts Editor für die Los Angeles Times tätig.
Er war außerordentlicher Assistant Professor an der USC School of Cinematic Arts der University of Southern California in Los Angeles und moderierte viele Jahre im amerikanischen Fernsehen (Bravo Cable Network) ein Programm über „Champlin on Film“ und eine Serie „The great directors“ über Filmklassiker. Champlin war Präsident der Los Angeles Film Critics Association und Treuhänder der Los Angeles Film Teachers Association und des Los Angeles Student Film Festival. Die Charles Champlin Collection umfasst die Jahre 1965–1992 (Großteil 1968–1988). Die Sammlung enthält vor allem Ausschnitte und Aufzeichnungen von Champlins Artikeln über Persönlichkeiten und Institutionen der Unterhaltungsbranche, Korrespondenzen, Materialien von internationalen Filmfestspielen, Fotos etc.
Am 3. August 2007 wurde Charles Champlin mit einem Stern (Nr. 2344) auf dem Hollywood Walk of Fame in Los Angeles geehrt. Er starb am 16. November 2014 im Alter von 88 Jahren in Los Angeles an den Folgen der Alzheimer-Krankheit.

## Werke (Auswahl)
- The Movies Grow Up: 1940–1980. 1982, ISBN 0-8040-0363-7
- George Lucas: The Creative Impulse. Lucasfilm's First Twenty Years. 1992, ISBN 0-8109-3564-3
- John Frankenheimer. A Conversation With Charles Champlin. 1995 ISBN 1-880756-09-9
- Hollywood's Revolutionary Decade Charles Champlin Reviews the Movies of the 1970s. 1998, ISBN 1-880284-26-X
- Back There Where the Past Was. A Small-Town Boyhood. 1999, ISBN 0-8156-0612-5 (Vorwort von Ray Bradbury)
- My Friend You Are Legally Blind A Writer's Struggle with Macular Degeneration Charles Champlin. 2001, ISBN 1-880284-48-0
- A Life in Writing. The Story of an American Journalist. 2006, ISBN 0-8156-0847-0